# Elaphoglossum sporadolepis
Elaphoglossum sporadolepis es una especie de helechos perteneciente a la familia  Dryopteridaceae. 

## Descripción
Con rizoma de 3 mm de diámetro, arrastrándose, con hojas espaciadas de 5-10 mm. Además, y con rizomas lanceoladas acuminados subenteros  de hasta 6 x 1,2 mm del mismo color o de color marrón pálido con una excrecencia filamentosa ocasional a lo largo del margen. Fronda erecta para arqueada, delgadamente coriácea. Estípite de hasta 22 cm de largo, de color marrón claro, con escamas oblongas de color marrón claro a ovadas o enteras de hasta 4 mm de largo. Stipe de fronda fértil generalmente más largo que el de la fronda estéril. Lámina estéril hasta 35 x 3,5 cm. Muy angostamente elíptico-acuminado, la base cuneada largamente decurrente, margen entero, superficialmente irregularmente ondulado, glabra en ambas superficies a excepción de pequeñas escamas  a lo largo del nervio central. Lámina fértil de 17 x 1,5 cm, lineales, agudas a acuminadas, de base estrecha cuneiforme, poco o se estrecha mucho.

## Taxonomía
Elaphoglossum sporadolepis fue descrita por (Kunze ex Kuhn) T.Moore   y publicado en Index Filicum 367. 1862.
Sinonimia
- Acrostichum compactum Mett. ex Kuhn
- Acrostichum corpulentum Kunze ex Kuhn
- Acrostichum sporadolepis Kunze ex Kuhn
- Elaphoglossum agostinii Vareschi
- Elaphoglossum rigidum (Aubl.) Urb.<[3]